# Румяна (фильм, 1987)
«Румяна» (иер. трад. 胭脂扣, кант.-рус.: Инь чи кхау, англ. Rouge) — гонконгская драма 1987 года, снятая режиссёром Стэнли Кваном по сценарию Лилиан Ли и Цюдай Аньпина. Главные роли в фильме исполнили Анита Муй, Лесли Чун, Алекс Мань и Эмили Чжу.
Лента завоевала три награды на тайбэйском кинофестивале «Золотая лошадь», включая приз за лучшую женскую роль. Также фильм был отмечен наградами в семи номинациях Гонконгской кинопремии, среди которых «Лучший фильм», «Лучшая режиссура», «Лучший сценарий» и также «Лучшая женская роль».

## Сюжет
Китай, 30-е годы XX века. Между проституткой Флёр и богатым сынком уважаемых родителей Чань Чаньпоном завязываются романтические отношения. Они хотят сыграть свадьбу, но родственники парня против. Тогда молодые люди принимают решение покончить с собой. Флёр совершает самоубийство, но Чаньпон в итоге не решается и остаётся жив. Уже в 80-х годах призрак Флёр, обречённый на скитания в ожидании своего любимого, вновь появляется в мире живых, где знакомится с молодой парой — Юнь Винтином и Лин Чхокюнь. Они решают помочь ей разыскать Чаньпона.

## В ролях
- Анита Муй — Флёр
- Лесли Чун — Чань Чаньпон
- Алекс Мань[англ.] — Юнь Винтин
- Эмили Чжу[англ.] — Лин Чхокюнь
- Айрин Вань[англ.] — Чхин Сукъинь
- Патрик Че[англ.] — посетитель публичного дома
- Вон Ю[англ.] — Ву
- Кара Хуэй — актриса на съёмочной площадке
- Лау Кавин[англ.] — режиссёр на съёмочной площадке
- Тхам Синьхун[англ.] — мать Чаньпона
- Чю Сёйтхон — отец Чаньпона

## Сборы в прокате
Кинолента собрала 17 476 414 гонконгский доллар в домашнем кинопрокате за 41 день показов в период с 7 января по 16 февраля 1988 года. На Тайване, по завершении проката на 94 экранах островной территории, длившегося с 5 по 23 декабря 1987 года, общая сумма сборов составила 10 448 600 тайваньских долларов при общей зрительской аудитории в 138 650 человек.

## Награды и номинации
| Год  | Кинопремия                          | Категория                                    | Лауреат / претендент                                                                                | Результат | Источник |
| ---- | ----------------------------------- | -------------------------------------------- | --------------------------------------------------------------------------------------------------- | --------- | -------- |
| 1987 | 24-й кинофестиваль «Золотая лошадь» | «Лучший полнометражный фильм»                | Golden Way Films Ltd.                                                                               | Номинация | [ 3 ]    |
| 1987 | 24-й кинофестиваль «Золотая лошадь» | «Лучшая женская роль»                        | Анита Муй                                                                                           | Победа    | [ 3 ]    |
| 1987 | 24-й кинофестиваль «Золотая лошадь» | «Лучшая операторская работа»                 | Билл Вон                                                                                            | Победа    | [ 3 ]    |
| 1987 | 24-й кинофестиваль «Золотая лошадь» | «Лучший монтаж»                              | Питер Чён                                                                                           | Номинация | [ 3 ]    |
| 1987 | 24-й кинофестиваль «Золотая лошадь» | «Лучшая арт-режиссура»                       | Пхиу Ёкмук, Хорас Ма                                                                                | Победа    | [ 3 ]    |
| 1987 | 24-й кинофестиваль «Золотая лошадь» | «Лучший грим и дизайн костюмов»              | Пхиу Ёкмук, Хорас Ма                                                                                | Номинация | [ 3 ]    |
| 1988 | 10-й Кинофестиваль трёх континентов | «Гран-при»                                   | «Румяна»                                                                                            | Победа    | [ 4 ]    |
| 1989 | 8-я Гонконгская кинопремия          | «Лучший фильм»                               | «Румяна» (производство: Golden Way Films Ltd., Golden Harvest)                                      | Победа    | [ 5 ]    |
| 1989 | 8-я Гонконгская кинопремия          | «Лучшая режиссура»                           | Стэнли Кван                                                                                         | Победа    | [ 5 ]    |
| 1989 | 8-я Гонконгская кинопремия          | «Лучший сценарий»                            | Цюдай Аньпин, Лилиан Ли                                                                             | Победа    | [ 5 ]    |
| 1989 | 8-я Гонконгская кинопремия          | «Лучшая мужская роль»                        | Лесли Чун                                                                                           | Номинация | [ 5 ]    |
| 1989 | 8-я Гонконгская кинопремия          | «Лучшая женская роль»                        | Анита Муй                                                                                           | Победа    | [ 5 ]    |
| 1989 | 8-я Гонконгская кинопремия          | «Лучшая киномонтажная работа»                | Питер Чён                                                                                           | Победа    | [ 5 ]    |
| 1989 | 8-я Гонконгская кинопремия          | «Лучшая операторская работа»                 | Билл Вон                                                                                            | Номинация | [ 5 ]    |
| 1989 | 8-я Гонконгская кинопремия          | «Лучший арт-директор (художник-постановщик)» | Пхиу Ёкмук, Хорас Ма                                                                                | Номинация | [ 5 ]    |
| 1989 | 8-я Гонконгская кинопремия          | «Лучшая музыка к фильму»                     | Майкл Лай                                                                                           | Победа    | [ 5 ]    |
| 1989 | 8-я Гонконгская кинопремия          | «Лучшая песня»                               | «Инь чи кхау» (кит. трад. 胭脂扣) (музыка — Майкл Лай, слова — Эдвард Тан, исполнитель — Анита Муй) | Победа    | [ 5 ]    |